# David Nualart i Rodón
David Nualart i Rodón és un matemàtic català famós per la seva feina en teoria de la probabilitat, en particular en anàlisi estocàstica.
Va estudiar a la Universitat de Barcelona on es va doctorar el 1975 amb la tesi Contribució a l'estudi de la integral estocàstica sota la direcció de Francesc d'Assís Sales i Vallès. Durant un curt període va ser professor associat a la Universitat Politècnica de Catalunya. També a la Universitat de Barcelona, on el 1984 esdevingué professor titular. També dirigí l'IMUB de 2001 a 2004.
El 2005 es traslladà a la Universitat de Kansas d'on actualment és catedràtic distingit. El març de 2011 es va fer la conferència internacional en Càlcul variacional de Malliavin en honor de David Nualart a la Universitat de Kansas.

## Obres
- Nualart, David. The Malliavin Calculus and Related Topics. 2nd ed., Springer, 2006.
- Carmona, R. (René), and David Nualart. Nonlinear Stochastic Integrators, Equations and Flows. Gordon & Breach Science Publishers, 1990.
- Nualart, David, and Marta. Sanz-Solé. Curs de probabilitats. PPU, 1990.